# Gnophos orbicularia
Gnophos orbicularia är en fjärilsart som beskrevs av Rudolf Püngeler 1903. Gnophos orbicularia ingår i släktet Gnophos och familjen mätare. Inga underarter finns listade i Catalogue of Life.